# Burn (singel Ellie Goulding)
Burn – utwór brytyjskiej wokalistki Ellie Goulding, pochodzący z rozszerzonej reedycji jej drugiego albumu długogrającego, Halcyon (wydanej pod tytułem Halcyon Days), będący głównym singlem tego wydawnictwa. Jego autorami są Ryan Tedder, Ellie Goulding, Greg Kurstin, Noel Zancanella i Brent Kutzle, producentami Greg Kurstin i Ryan Tedder. Utwór miał premierę 5 lipca 2013 roku.
Po jego wydaniu, piosenka spotkała się z różnymi reakcjami krytyków muzycznych, część z nich chwaliła go jako chwytliwy i zaczęła uważać za jako jeden z najlepszych w dotychczasowej karierze wokalistki, podczas gdy inni nie uważali go za godnego zapamiętania. Utwór stał się pierwszym w karierze Goulding, który dosięgnął pierwszej pozycji na UK Singles Chart, w pierwszym tygodniu dystrybucji sprzedał się w liczbie 116857 egzemplarzy i został na szczycie listy przez 3 następne tygodnie. Utwór zdobył popularność także w licznych innych państwach, osiągając pierwsze miejsca także w Australii, Austrii, Belgii, Irlandii, Niemczech, Nowej Zelandii, Szwecji, Węgrzech, Włoszech.
Teledysk, którego premiera miała miejsce 7 lipca 2013 roku, przedstawia Goulding wykonującą utwór na lotnisku oraz przebywającą w otoczeniu przyjaciół zapalających światła. 

## Historia
Burn został pierwotnie nagrany przez brytyjską wokalistkę Leonę Lewis podczas nagrywania materiału na jej trzeci album studyjny, Glassheart, lecz ostatecznie nie został zamieszczony na płycie. Według Jacques’a Petersona z Popdust, podczas gdy wersja Goulding brzmi bardziej jak indie pop, wersja Lewis łamie ją pochodnymi tropikalnych syntezatorów w drugim wersie, w oczywisty sposób próbując dopasować się do dźwięków Stargate, popularnych kilka lat temu. 

## Lista utworów
| #                           | Tytuł                           | Czas |
| --------------------------- | ------------------------------- | ---- |
| German CD single            |                                 |      |
| 1.                          | Burn                            | 3:48 |
| 2.                          | Hearts Without Chain            | 3:45 |
| Digital download – Remix EP |                                 |      |
| 1.                          | Burn                            | 3:51 |
| 2.                          | Burn (Tiësto's Club Life Remix) | 5:17 |
| 3.                          | Burn (Mat Zo Remix)             | 6:42 |
| 4.                          | Burn (Maths Time Joy Remix)     | 4:10 |

## Twórcy
Na podstawie informacji zamieszczonych na albumie Halcyon Days:
- Ellie Goulding – śpiew
- Serban Ghenea – mixing
- John Hanes – mix engineering
- Rob Katz – vocal engineering
- Greg Kurstin – engineering, gitara, instrumenty klawiszowe, produkcja, programowanie
- Jesse Shatkin – engineering
- Ryan Tedder – produkcja wokalna